# Каннський кінофестиваль 1993
46-й Каннський міжнародний кінофестиваль відбувся з 13 по 24 травня 1993 року у Каннах, Франція. Золоту пальмову гілку розділили фільми «Прощавай, моя наложнице» китайського режисера Ченя Кайге та «Фортепіано» новозеландки Джейн Кемпіон.
У конкурсі було представлено 23 повнометражних фільми та 10 короткометражок. У програмі «Особливий погляд» було представлено 25 кінострічок; поза конкурсом показано 5 фільмів. Фестиваль відкрито показом стрічки «Улюблена пора року» режисера Андре Тешіне. Фільмом закриття фестивалю було обрано «Отруйна справа» режисерки Філомени Еспозіто. Ведучою церемоній відкриття та закриття фестивалю виступила французька акторка Жанна Моро.

## Основний конкурс
Голова: Луї Маль, режисер,  Франція
- Джуді Девіс, акторка,  Австралія
- Клаудія Кардінале, акторка,  Італія
- Аббас Кіаростамі, режисер,  Іран
- Емир Кустуриця, режисер,  Югославія
- Том Ладді, продюсер,  США
- Вільям Любчанський, кінооператор,  Франція
- Гері Олдмен, актор, режисер,  Велика Британія
- Августо Сеабра, критик,  Португалія
- Інна Чурикова, акторка,  Росія

### Золота камера
Голова: Мішлін Прель, акторка,  Франція
- Габрієль Ауер, режисер, продюсер,  Угорщина

## Фільми-учасники конкурсної програми
★Переможців виділено окремим кольором.
Повнометражні фільми
| Фільм                     | Назва мовою оригіналу        | Режисер                   | Країна                     |
| ------------------------- | ---------------------------- | ------------------------- | -------------------------- |
| Багато галасу даремно     | Much Ado About Nothing       | Кеннет Брана              | Велика Британія США        |
| Викрадачі тіл             | Body Snatchers               | Абель Феррара             | США                        |
| Врятуйте нас              | Libera me                    | Ален Кавальє              | Франція                    |
| Голі                      | Naked                        | Майк Лі                   | Велика Британія            |
| Град каменів              | Raining Stones               | Кен Лоуч                  | Велика Британія            |
| Друзі                     | Friends                      | Ілейн Проктор             | Південно-Африканський Союз |
| Дюба-дюба                 | Дюба-дюба                    | Олександр Хван            | Росія                      |
| З мене досить!            | Falling Down                 | Джоел Шумахер             | США                        |
| Луї, король — дитя        | Louis, enfant roi            | Роже Планшон              | Франція                    |
| Людина біля берега        | L'Homme sur les quais        | Рауль Пек                 | Гаїті                      |
| Ляльковод                 | 戲夢人生 / Xi meng ren sheng | Хоу Сяосянь               | Республіка Китай           |
| Магніфікат                | Magnificat                   | Пупі Аваті                | Італія                     |
| Мазеппа                   | Mazeppa                      | Бартабас                  | Франція                    |
| Охорона                   | La scorta                    | Рікі Тоньяцці             | Італія                     |
| Переплутані спадкоємці    | Splitting Heirs              | Роберт Янг                | Велика Британія США        |
| Перехрестя                | Broken Highway               | Лорі Мак-Іннесс           | Австралія                  |
| ★ Прощавай, моя наложнице | 霸王别姬 / Bàwáng Bié Jī     | Чень Кайге                | КНР                        |
| Так далеко, так близько!  | In weiter Ferne, so nah!     | Вім Вендерс               | Німеччина                  |
| Улюблена пора року        | Ma saison préférée           | Андре Тешіне              | Франція                    |
| Фіоріль                   | Fiorile                      | Паоло та Вітторіо Тавіані | Італія                     |
| ★ Фортепіано              | The Piano                    | Джейн Кемпіон             | Нова Зеландія              |
| Цар гори                  | King of the Hill             | Стівен Содерберг          | США                        |
| Шахраї                    | Frauds                       | Стефан Елліотт            | Австралія                  |

## Особливий погляд
| Фільм                          | Назва мовою оригіналу                 | Режисер                      | Країна                         |
| ------------------------------ | ------------------------------------- | ---------------------------- | ------------------------------ |
| Аромат зеленої папаї           | Mùi đu đủ xanh                        | Чан Ань Хунг                 | Франція                        |
| Великий кавун                  | Il grande cocomero                    | Франческа Аркібуджі          | Італія Франція Нідерланди      |
| Вендемі, дитя Бога             | Wendemi, l'enfant du bon Dieu         | С. П'єр Ямеого               | Буркіна-Фасо Франція Швейцарія |
| Віддалений контроль            | Remote Control                        | Оскар Йоунассон              | Ісландія                       |
| Відлюдник                      | Anchoress                             | Кріс Ньюбі                   | Бельгія Велика Британія        |
| Відчайдушні заходи             | Desperate Remedies                    | Стюарт Мейн, Пітер Веллс     | Нова Зеландія                  |
| «Дівчата…» через 25 років      | Les demoiselles ont eu 25 ans         | Аньєс Варда                  | Франція                        |
| Діяння                         | El acto en cuestión                   | Алехандро Агресті            | Аргентина                      |
| Доросле життя                  | Bodies, Rest & Motion                 | Майкл Стейнберг              | США                            |
| Екскурсія до Моста Дружби      | Excursion to the Bridge of Friendship | Крістіна Андріф              | Австралія                      |
| Жовтень                        | Oktyabr                               | Абдеррахман Сіссако          | Мавританія Франція Росія       |
| Край світу                     | O Fim do Mundo                        | Жуан Маріу Грілу             | Португалія                     |
| Музика випадково               | The Music of Chance                   | Філіп Гаас                   | США                            |
| Не та людина                   | The Wrong Man                         | Джим Мак-Брайд               | США                            |
| Новосілля                      | お引越し / Ohikkoshi                  | Сіндзі Сомай                 | Японія                         |
| Передчуття                     | Предчувствие                          | Валеріу Жерегі               | Румунія                        |
| Птах щастя                     | El Pajaro de la Felicidad             | Пілар Міро                   | Іспанія                        |
| Сонатіна                       | ソナチネ / Sonatine                   | Такесі Кітано                | Японія                         |
| Схід з рейок (к/м)             | Avsporing                             | Унні Страуме                 | Норвегія                       |
| Удар (к/м)                     | Stroke                                | Марк Соерс                   | Канада                         |
| Франсуа Трюффо: Портрет (док.) | François Truffaut: Portraits volés    | Серж Тубіана, Мішель Паскаль | Франція                        |
| Чортівня                       | Bedevil                               | Трейсі Моффатт               | Австралія                      |
| Чарлі та лікар                 | Charlie and the Doctor                | Ральф С. Парсонс             | Франція                        |
| Щасливої дороги (док.)         | Latcho Drom                           | Тоні Гатліф                  | Франція                        |

Короткометражні фільми
| Фільм                               | Назва мовою оригіналу                                  | Режисер                        | Країна        |
| ----------------------------------- | ------------------------------------------------------ | ------------------------------ | ------------- |
| 4 сезони                            | De 4 jaargetijden                                      | Мартен Копман                  | Нідерланди    |
| Кава та сигарети: Десь у Каліфорнії | Coffee and Cigarettes III                              | Джим Джармуш                   | США           |
| Мама казала                         | Mama Said                                              | Michael Costanza               | США           |
| Робочик                             | Robochik                                               | Рудольф Местдаг                | Бельгія       |
| Смак заліза                         | Le goût du fer                                         | Ремі Бернар                    | Франція       |
| Співаюча здобич                     | The Singing Trophy                                     | Грант Лагуд                    | Нова Зеландія |
| Сортувальник                        | Der Sortierer                                          | Штефан Пухнер                  | Німеччина     |
| Фея нашого часу                     | Ævintýri á okkar tímum                                 | Інга Ліза Міддлтон             | Ісландія      |
| Я збираюся піти                     | Me voy a escapar                                       | Хуан Карлос Де Льяка Малдонадо | Мексика       |
|                                     | Lenny Minute 1: Lenny Meets the Giant Blue Sheila Doll | Гленн Стендрінг                | Нова Зеландія |

## Фільми позаконкурсної програми
| Фільм                 | Назва мовою оригіналу | Режисер           | Країна          |
| --------------------- | --------------------- | ----------------- | --------------- |
| Скелелаз              | Cliffhanger           | Ренні Гарлін      | США             |
| Скажений пес і Глорія | Mad Dog and Glory     | Джон Мак-Нотон    | США             |
| Ще ні                 | Madadayo              | Акіра Куросава    | Японія          |
| Дитя Макона           | The Baby of Mâcon     | Пітер Гріневей    | Велика Британія |
| Отруйна справа        | Toxic Affair          | Філомена Еспозіто | Франція         |

## Нагороди
- Золота пальмова гілка:

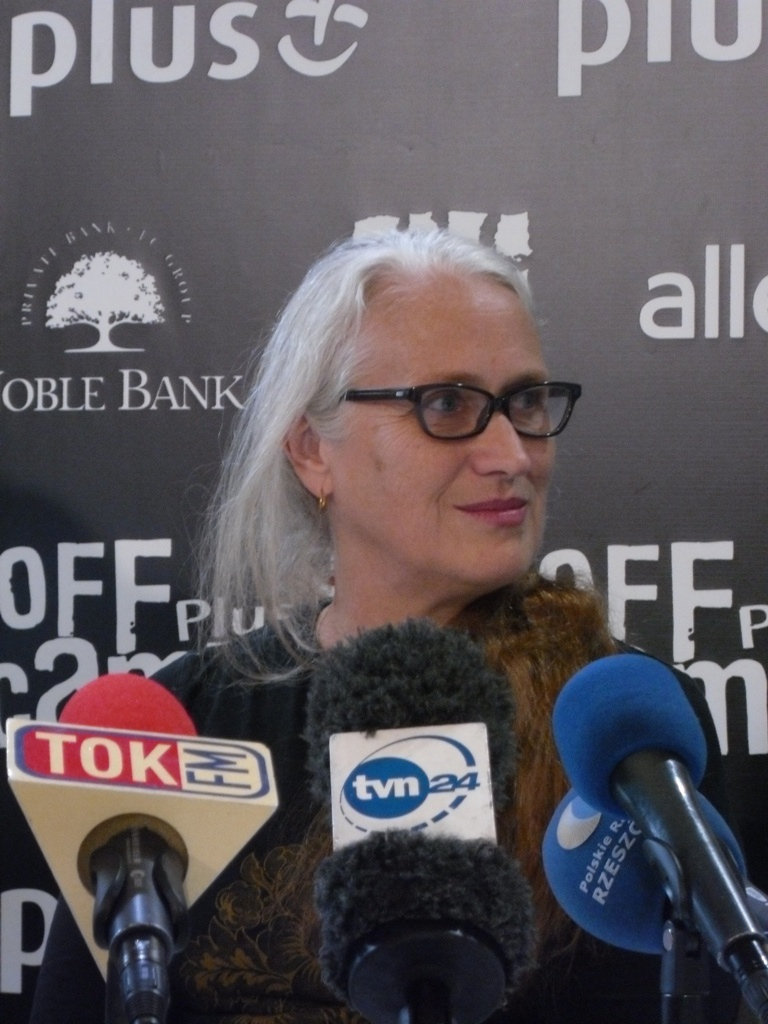
Джейн Кемпіон, володарка Золотої пальмової гілки цьогорічного фестивалю.

  - Прощавай, моя наложнице, режисер Чень Кайге
  - Фортепіано, реж. Джейн Кемпіон
- Гран-прі журі: Так далеко, так близько!. реж. Вім Вендерс
- Приз журі:
  - Град каменів, реж. Кен Лоуч
  - Ляльковод, реж. Хоу Сяосянь
- Приз за найкращу чоловічу роль: Девід Тьюліс за Голі
- Приз за найкращу жіночу роль: Голлі Гантер за Фортепіано
- Приз за найкращу режисуру: Майк Лі за Голі
- Золота пальмова гілка за короткометражний фільм: Кава та сигарети: Десь у Каліфорнії, реж. Джим Джармуш
- Технічний гран-прі: Мазеппа, реж. Жан Гаргонн, Вінсент Арнарді (за технічну візуальну та звукову досконалість)
- Технічний гран-прі — Спеціальна згадка: Співаюча здобич, реж. Грант Лагуд (за технічну візуальну та звукову досконалість)
- Золота камера: Аромат зеленої папаї, реж. Чан Ань Хунг
- Золота камера — Спеціальна згадка: Друзі, реж. Ілейн Проктор
- Особливий погляд Award: Щасливої дороги, реж. Тоні Гатліф
- Премія Mercedes-Benz: Хронос, реж. Гільєрмо дель Торо
- Нагорода Canal+: Борг, реж. Бруно де Альмейда
- Нагорода Kodak за короткометражний фільм: Презентація, реж. Ісмаель Феррухі
- Приз міжнародної асоціації кінопреси (ФІПРЕССІ):
  - Прощавай, моя наложнице, реж. Чень Кайге
  - Дітовбивці, реж. Ільдіко Сабо
- Приз екуменічного журі: Врятуйте нас, реж. Ален Кавальє
- Приз екуменічного журі — Спеціальна згадка: Великий кавун, реж. Франческа Аркібуджі
- Нагороди молоді:
  - Іноземний фільм: Руда білка, реж. Хуліо Медем
  - Французький фільм:
    - Я Іван, ти Абрам, реж. Йоланда Зоберман
    - Аромат зеленої папаї, реж. Чан Ань Хунг